# Raul Hilberg
Raul Hilberg (Vienna, 2 giugno 1926 – Williston, 4 agosto 2007) è stato uno storico statunitense di origini austriache, considerato uno dei principali e più eminenti studiosi della Shoah.
La sua opera La distruzione degli Ebrei d'Europa, più volte rivista dall'autore, è considerata uno dei più autorevoli studi relativi alla cosiddetta "Soluzione finale della questione ebraica" condotta dalla burocrazia della Germania nazista con «l'applicazione di misure amministrative sistematiche, per tappe successive».

## Biografia
La famiglia di Hilberg di origine ebraica, dopo l'Anschluss, lasciò l'Austria nel 1938 per sfuggire alle leggi razziali naziste. Dopo una breve permanenza a Cuba, arrivò a Brooklyn (New York City), dove poté frequentare l'Abraham Lincoln High School e il Brooklyn College. Entrò nella Columbia University, dopo il servizio militare svolto nella seconda guerra mondiale, che svolse presso il War Documentation Department incaricato di esaminare archivi sparsi per tutta l'Europa. Fu la scoperta della libreria personale di Hitler, a Monaco di Baviera, a spingerlo ad approfondire la propria ricerca sull'Olocausto.
La prima edizione de La distruzione degli Ebrei d'Europa andò in stampa nel 1961; l'edizione tedesca fu curata nel 1982 dagli editori Ulf Wolter, Olle & Wolter di Berlino, dove Gerhard Schröder, poi cancelliere della Germania, era uno degli autori; la prima edizione italiana risale al 1995, per l'editore Einaudi.
Fino al 1991 egli fu professore di scienze politiche all'Università del Vermont a Burlington, negli Stati Uniti.
Hilberg appare nel celebre documentario Shoah di Claude Lanzmann.
Secondo Liliana Picciotto Hilberg è da ritenersi uno dei più eminenti studiosi della Shoah, autore, nel lontano 1961, della «fondamentale opera The Destruction of European Jews [...] Fonte di ispirazione per frotte di allievi che da lui hanno imparato a leggere la Shoah con spirito razionale, senza concedere nulla alle emozioni [...] Storici e studiosi hanno tratto dal suo scritto le notizie cruciali sulle cause e le modalità d'applicazione del genocidio, sulla data del suo inizio e sulla sua cronologia. Suoi sono i primi grafici statistici, gli organigrammi dei ministeri tedeschi coinvolti nel genocidio, le tabelle esplicative e i mansionari dei funzionari tedeschi. Con lui sono emersi, come materia di studio, i comportamenti dei burocrati responsabili delle politiche di occupazione e dell'estensione via via ai paesi invasi del progetto della cosiddetta soluzione finale. Hilberg ha messo al centro della sua attenzione l'inarrestabile macchina burocratica tedesca per l'assassinio di tutti gli ebrei, sottendendo la tesi, cara più tardi alla cosiddetta scuola degli storici "funzionalisti", che la burocrazia non ha bisogno di ordini continui per funzionare, perché funziona per inerzia. Una volta dato l'avvio ad una attività, l'apparato diventa un meccanismo dove nessuno si sente più responsabile in proprio per le azioni che compie e dove ognuno costituisce soltanto il dente di un grande ingranaggio».

## La distruzione degli Ebrei d'Europa
Il libro La distruzione degli Ebrei d'Europa diede «la prima descrizione chiara di quello spaventoso meccanismo» che fu dietro l'Olocausto, secondo Hannah Arendt.
L'originalità del lavoro consistette nel rintracciare meticolosamente la storia dei meccanismi legali, amministrativi e organizzativi, attraverso i quali fu possibile perpetrare lo sterminio di milioni di persone, e nel ricostruire come esso fu visto e vissuto dai tedeschi.
Hilberg intenzionalmente non pose l'accento sulle sofferenze patite dalle vittime, né si dilungò a descrivere la vita nei campi di concentramento. La sua analisi fu strettamente focalizzata sui mezzi e sugli autori del genocidio e non sulle responsabilità finali.
La minuziosa documentazione gli diede modo di costruire un'analisi funzionale del meccanismo del genocidio, lasciando in sospeso le grandi questioni concernenti il retroterra storico dei pregiudizi fondanti l'antisemitismo e i possibili elementi strutturali della tradizione storico-sociale tedesca in grado di condurre alla distruzione industrializzata di un popolo.
L'approccio empirico, descrittivo, dell'autore fece nascere numerose controversie, non da ultimo a causa dei dettagli inerenti alla collaborazione prestata dai consigli ebraici all'evacuazione della popolazione verso i campi.
All'epoca dell'uscita del libro, molti storici della materia avrebbero sottoscritto una posizione che oggi chiameremmo di "intenzionalismo estremo", secondo cui Hitler in un certo momento della propria vita, avrebbe pianificato il genocidio del popolo ebraico, e tutto ciò che ne seguì non fu altro che l'attuazione di quel piano. Con Christopher Browning, Hilberg è considerato il principale rappresentante della scuola funzionalista della storiografia dell'Olocausto.
La comprensione di Hilberg riguardo alle relazioni esistenti fra la leadership del Terzo Reich e i pianificatori del genocidio, poté evolvere da un'interpretazione che si basava sul postulato di ordini diretti all'RSHA, originati da Hitler e promulgati da Göring, ad una tesi, consistente con quella di Christopher Browning, secondo cui le iniziative vennero prese da funzionari di medio livello, in risposta a ordini di carattere generale provenienti dall'alto; tali iniziative furono allargate da mandati provenienti dai livelli superiori e propagate da canali informali. L'esperienza guadagnata dalla burocrazia ridusse progressivamente la necessità di un controllo superiore.

Come dichiarò Hilberg in un'intervista: 

## Opere
- (EN) The Destruction of the European Jews, Yale University Press, 2003  [1961].
  -  La distruzione degli Ebrei d'Europa, traduzione di Frediano Sessi e Giuliana Guastalla, a cura di F. Sessi, Collana Biblioteca di cultura storica n.222, Torino, Einaudi, 1995.; Nuova ed. riveduta e ampliata, Collana Biblioteca di cultura storica, Einaudi, 1999; Collana ET n.602, 2 voll., Einaudi, 2003; Collana I Classici della Storia n.22-23, Mondadori, Milano, 2011; 3 voll., Collana Piccola Biblioteca.Nuova serie, Einaudi, 2017, ISBN 978-88-06-23319-8.
- (EN) The Holocaust Today, New York, Syracuse University Press, 1988.
- (EN) Sources of Holocaust Research: An Analysis, Chicago, I.R. Dee, 2001.
- (EN) The Politics of Memory: The Journey of a Holocaust Historian, Chicago, Ivan R. Dee, 1996.
- (EN) Perpetrators Victims Bystanders: The Jewish Catastrophe, 1933-1945, New York, Aaron Asher Books, 1992.
  -  Carnefici, vittime, spettatori. La persecuzione degli ebrei 1933-45, traduzione di D. Panzieri, Collana La Storia, Milano, Mondadori, 1994, ISBN 978-88-04-36933-2.; Collana Oscar Storia n.121, Mondadori, Milano, 1996.
- (EN) "The Fate of the Jews in the Cities". Reprinted in Betty Rogers Rubenstein (ed.), et al. What Kind of God? Essays in Honor of Richard L. Rubenstein, University Press of America, 1995.
- (EN) "The Destruction of the European Jews: Precedents", printed in Bartov, Omer "Holocaust: Origins, Implementation, Aftermath", London, Routledge, 2000.
- (ed.), Documents of Destruction: Germany and Jewry, 1933-1945, Chicago, Quadrangle Books, 1971.
- (EN) (ed.) et al. Raul Hilberg con Stanislaw Staron e Joseph Kermish e lo staff di Yad Vashem, The Warsaw Diary of Adam Czerniakow: Prelude to Doom, New York, Stein and Day, 1979, ISBN 978-08-1282-523-7.
  - (EN) (ed.) et al. Raul Hilberg e Joseph Kermish e l' United States Holocaust Memorial Museum, The Warsaw Diary of Adam Czerniakow: Prelude to Doom, Chicago, Ivan R Dee. Inc con USHMM, 1999, ISBN 978-15-6663-230-0.